# Butlerville (Indiana)
Butlerville est une census-designated place située dans le comté de Jennings, dans l’État de l'Indiana, aux États-Unis. Lors du recensement de 2020, elle compte 300 habitants.